# 110 Lydia
110 Lydia eller 1972 YS1 är en asteroid upptäckt 19 april 1870 av den franske astronomen Alphonse Borrelly vid Marseille-observatoriet. Asteroiden har fått sitt namn efter nationen och området Lydien i mindre Asien.
Den tillhör asteroidgruppen Padua.